# Canton de Seurre
Le canton de Seurre était une division administrative française située dans le département de la Côte-d'Or.

## Géographie
Ce canton était organisé autour de Seurre dans l'arrondissement de Beaune. Son altitude variait de 173 m (Chivres) à 227 m (Broin) pour une altitude moyenne de 188 m.

## Représentation

### Conseillers généraux de 1833 à 2015
| Période        | Période          | Identité                            | Étiquette        | Qualité                                                                            |
| -------------- | ---------------- | ----------------------------------- | ---------------- | ---------------------------------------------------------------------------------- |
| 2008           | 2015             | Emmanuelle Coint                    | UMP              | Infirmière - Conseillère Régionale Elue en 2015 dans le Canton de Brazey-en-Plaine |
| 1980           | 2008             | Jean-Noël Couzon                    | UDF-CDS puis DVD | Médecin en retraite Maire de Seurre                                                |
| 1976           | 1980 (démission) | Robert Michelin                     | PS               | Haut fonctionnaire, Pagny-la-Ville Nommé Conseiller au Tribunal administratif      |
| 5 février 1950 | 1976             | Maurice Florentin (1900-1983)       | RI               | Cultivateur Maire de Jallanges, ancien conseiller d'arrondissement                 |
| 1945           | 1949 (décès)     | Henri Page                          | DVD              | Cultivateur à Pagny-la-Ville                                                       |
|                |                  |                                     |                  |                                                                                    |
| 1919           | 1940             | Louis-Auguste Chopard               | Républicain      | Notaire, Maire de Seurre Nommé conseiller départemental en 1942                    |
| 1892           | 1919             | Arthur Mousson                      | Rad.             | Inspecteur général des services sanitaires, Dijon                                  |
| 1871           | 1892             | Emile Amiel                         | Républicain      | Manufacturier à Seurre                                                             |
| 1843           | 1871             | Frédéric Coste-Michéa               |                  | Juge de paix du canton de Seurre, domicilié à Labergement-lès-Seurre               |
| 1842           | 1843 (décès)     | Claude-François Magnien (1785-1843) |                  | Notaire à Seurre                                                                   |
| 1833           | 1842             | Nicolas-Adrien Baudot               |                  | Propriétaire à Pagny-le-Château                                                    |

### Conseillers d'arrondissement (de 1833 à 1940)
| Période                                  | Période | Identité                      | Étiquette       | Qualité |
| ---------------------------------------- | ------- | ----------------------------- | --------------- | --- |
| 1833                                     | 1836    | Jean Hubert Forey             |                 | Notaire à Paris, propriétaire à Seurre                                                                      |
| 1836                                     | 1848    | Claude Gantheret              |                 | Médecin à Seurre                                                                                            |
| 1848                                     | 1852    | Pierre Joseph Gauthier-Stirum |                 | Ancien maire de Seurre                                                                                      |
| 1852                                     | 1871    | Philippe Auguste Serrigny     |                 | Notaire à Seurre                                                                                            |
| 1871                                     | 1877    | Jules Delimoges               |                 | Propriétaire à Pagny-le-Château                                                                             |
| 1877                                     | 1879    | Henry Mollerat                |                 | Propriétaire à Pouilly-sur-Saône                                                                            |
| 1879                                     | 1895    | Félix Michaud                 |                 | Propriétaire à Chamblanc                                                                                    |
| 1895                                     | 1901    | Auguste Michéa                |                 | Agriculteur, conseiller municipal de Bonnencontre                                                           |
| 1901                                     | 1907    | Albert Bergerot               |                 | Maire de Pagny-la-Ville                                                                                     |
| 1907                                     | 1919    | Alphonse Rouet                |                 | Cultivateur, maire de Chamblanc                                                                             |
| 1919                                     | 1937    | Joseph Aubry                  | SFIO            | Cultivateur exploitant et entrepreneur de battage à Lanthes puis à Trugny                                   |
| 1937                                     | 1940    | Maurice Florentin             | Union nationale | Cultivateur, maire de Jallanges                                                                             |
| 1940                                     |         |                               |                 | Les conseils d'arrondissement ont été suspendus par la loi du 12 octobre 1940 et n'ont jamais été réactivés |
| Les données manquantes sont à compléter. |         |                               |                 | |

## Composition
Le canton de Seurre regroupait 23 communes :
| Communes               | Population (2012) | Code postal | Code Insee |
| ---------------------- | ----------------- | ----------- | ---------- |
| Auvillars-sur-Saône    | 283               | 21250       | 21035      |
| Bagnot                 | 127               | 21700       | 21042      |
| Bonnencontre           | 383               | 21250       | 21089      |
| Bousselange            | 56                | 21250       | 21095      |
| Broin                  | 405               | 21250       | 21112      |
| Chamblanc              | 499               | 21250       | 21131      |
| Chivres                | 238               | 21820       | 21172      |
| Corberon               | 428               | 21250       | 21189      |
| Corgengoux             | 336               | 21250       | 21193      |
| Glanon                 | 204               | 21250       | 21301      |
| Grosbois-lès-Tichey    | 60                | 21250       | 21311      |
| Jallanges              | 318               | 21250       | 21322      |
| Labergement-lès-Seurre | 910               | 21820       | 21332      |
| Labruyère              | 203               | 21250       | 21333      |
| Lanthes                | 238               | 21250       | 21340      |
| Lechâtelet             | 204               | 21250       | 21344      |
| Montmain               | 93                | 21250       | 21436      |
| Pagny-la-Ville         | 418               | 21250       | 21474      |
| Pagny-le-Château       | 490               | 21250       | 21475      |
| Pouilly-sur-Saône      | 661               | 21250       | 21502      |
| Seurre                 | 2 473             | 21250       | 21607      |
| Tichey                 | 193               | 21250       | 21637      |
| Trugny                 | 116               | 21250       | 21647      |

## Démographie
| 1962  | 1968  | 1975  | 1982  | 1990  | 1999  | 2006  | 2011  | 2012  |
| ----- | ----- | ----- | ----- | ----- | ----- | ----- | ----- | ----- |
| 8 307 | 8 075 | 7 792 | 7 955 | 8 363 | 8 609 | 9 211 | 9 726 | 9 804 |